# Kolb Studio
Kolb studio är ett byggnadsminne i Grand Canyon Village i Arizona i USA. Det uppfördes 1900 på South Rim, direkt vid södra kanten av Grand Canyon, som bostadshus och fotoateljé av bröderna Ellsworth och Emery Kolb. Utgångspunkten för Bright Angel Trail ligger alldeles vid huset.
Kolb studio användes mellan 1904 och 1976 som bostad och fotostudio för först de två bröderna Kolb, och från 1913 för den yngre brodern Emery.
Ellsworth Kolb kom 1901 till South Rim vid Grand Canyon och arbetade först som vedhuggare och bärare på Bright Angel Lodge. Den yngre brodern anlände 1903 och bröderna köpte då en fotoateljé som var till salu i Williams. De började med att fotografera och sälja bilder av turister som red på mulåsnor ned i kanjon på Bright Angel Trail. 
De arbetade till en början som kommersiella fotografer under mycket primitiva omständigheter i ett tält bredvid Cameron Hotel, med mörkrum i en övergiven gruvgång och med svårigheter att få tag i vatten, då de ansågs konkurrera med den dominerande markägaren, järnvägsbolaget Atchison, Topeka and Santa Fe Railway och dess affärspartner Fred Harvey Company. De ingick 1904 en affärsöverenskommelse med entreprenören, sedermera politikern, Ralph Cameron, som gav dem rätt att bygga ett hus på den mark Cameron för vilken hade fått mineralrättigheter, på kanten till kanjon. Där uppförde de 1904–1905 ett souterränghus, som var kombinerat bostadshus och ateljé.
Bröderna gjorde 28 september–11 november 1911 en fotoexpedition på Coloradofloden från Green River i Wyoming till Needles i Kalifornien, vid vilken de filmade färden. Filmen visades sedan dagligen i ett auditorium i en utbyggnad av Kolb Studio som gjordes 1915. ända fram till Emery Kolbs död 1976.
Emery Kolb låg i långvarig konflikt med National Park Service efter det att Grand Canyon National Park hade bildats 1919. Nationalparksmyndigheten ville bland annat riva Kolb Studie, som inte ansågs passa ihop med den "rustika" byggnadsstil som dominerade på orten. Kolb Studio blev dock skyddat av en federal lag, varefter så småningom en överenskommelse ingicks, enligt vilken Emery Kolb skulle ha rätt att disponera huset under sin livstid, varefter det skulle övertas av National Park Service.
National Park Service övertog byggnaden efter Emery Kolbs död 1972, varefter det övergavs och lämnades att förfalla. Under 1990-talet renoverades byggnaden av Grand Canyon Association, som därefter använt den huvudsakligen som bokhandel och utställningslokal. 

## Bildgalleri

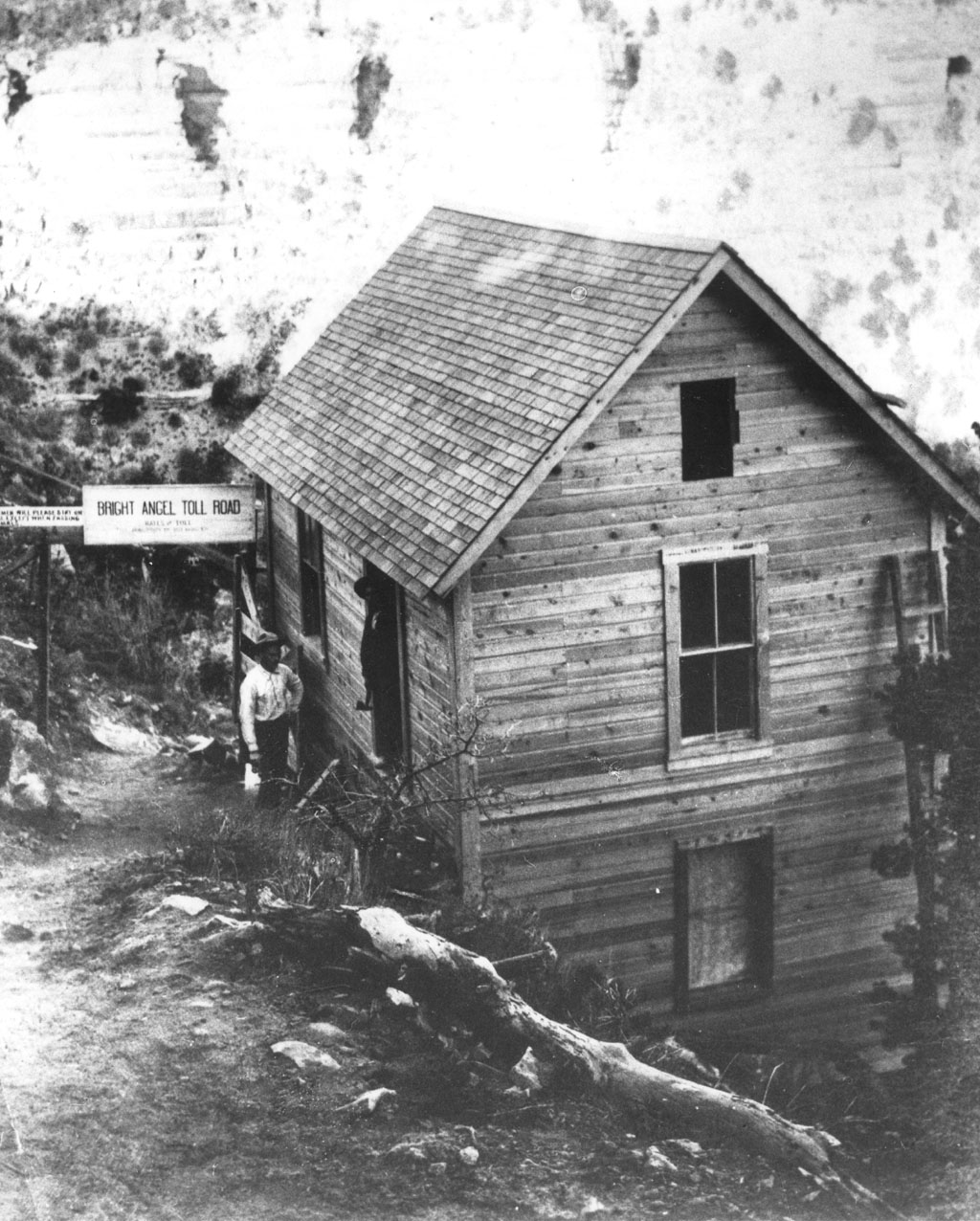
Det ursprungliga huset, omkring 1904.
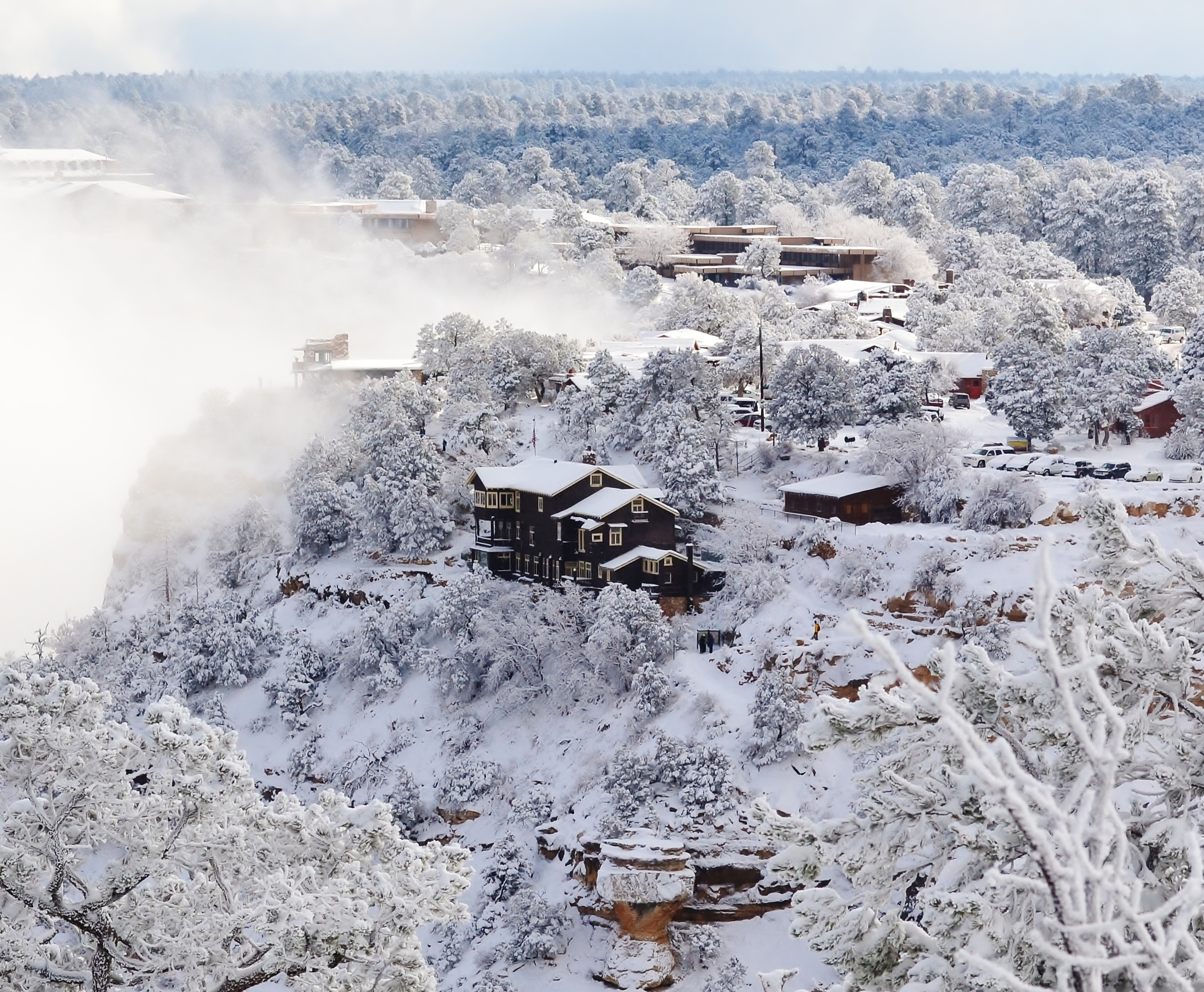
Vinterbild, med Bright Angel Trail nere till höger. Ovanför Kolb Studio ses sovhus tillhörande Bright Angel Camp och ovanför Thunderbird Lodge.
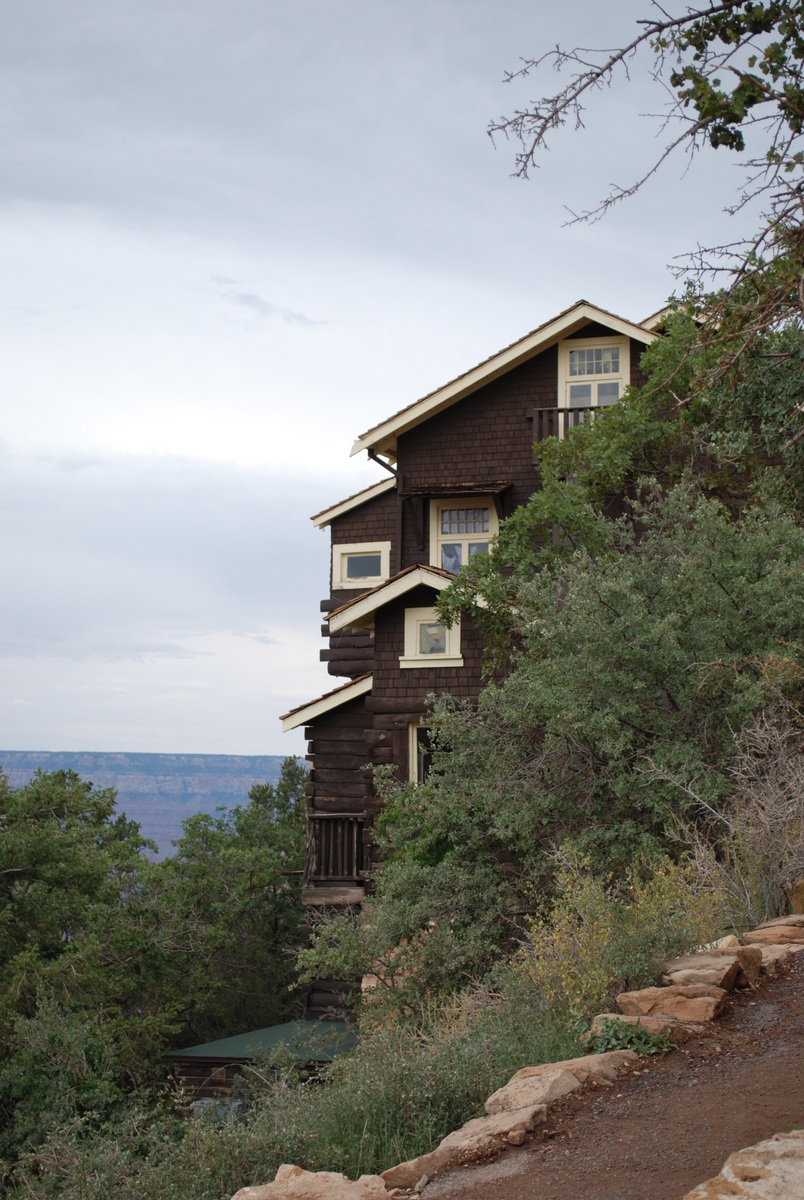
Kolb studio, fotograferad från Bright Angel Trail.
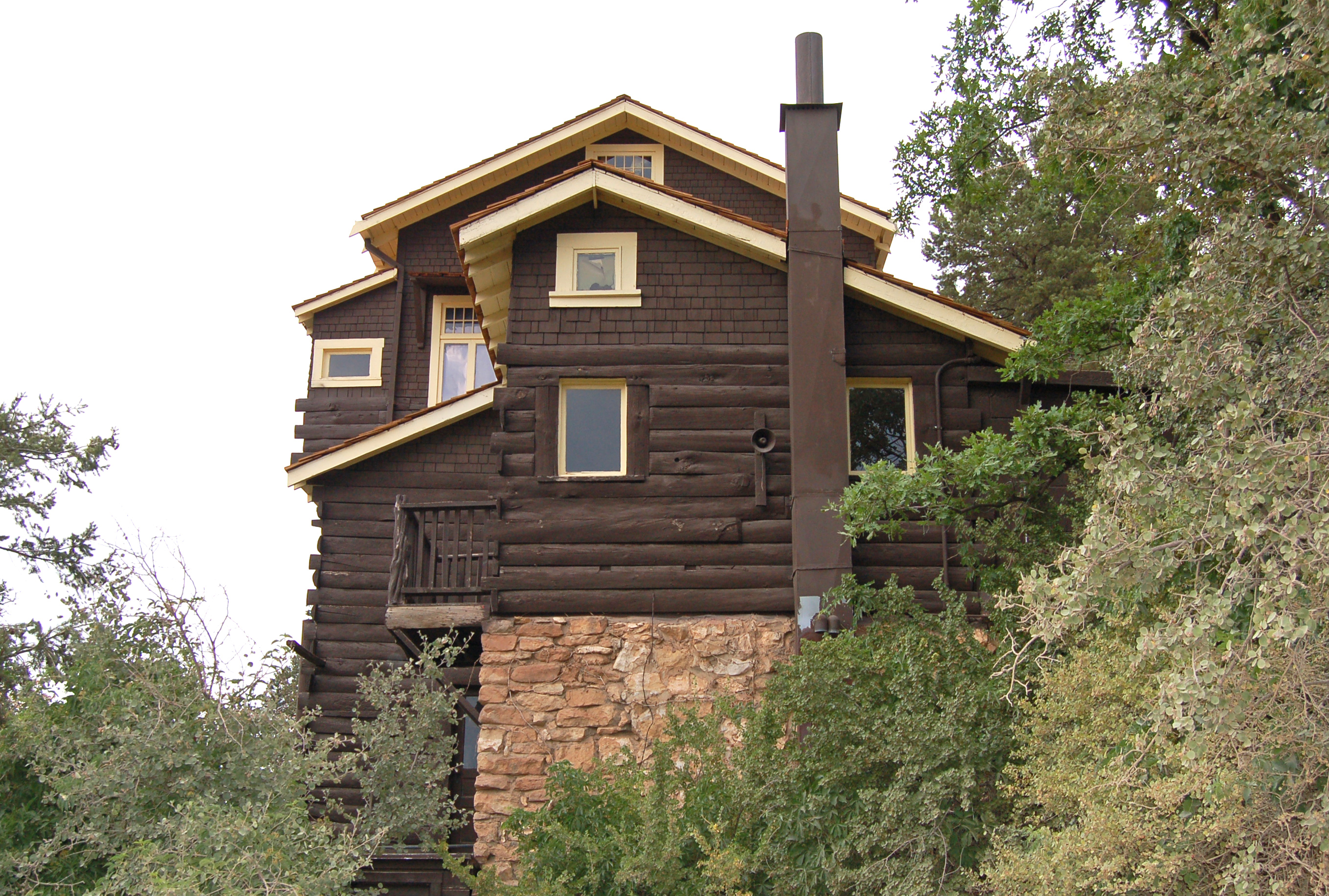
Västra gaveln, varifrån mulåsneridande turister fotograferades.
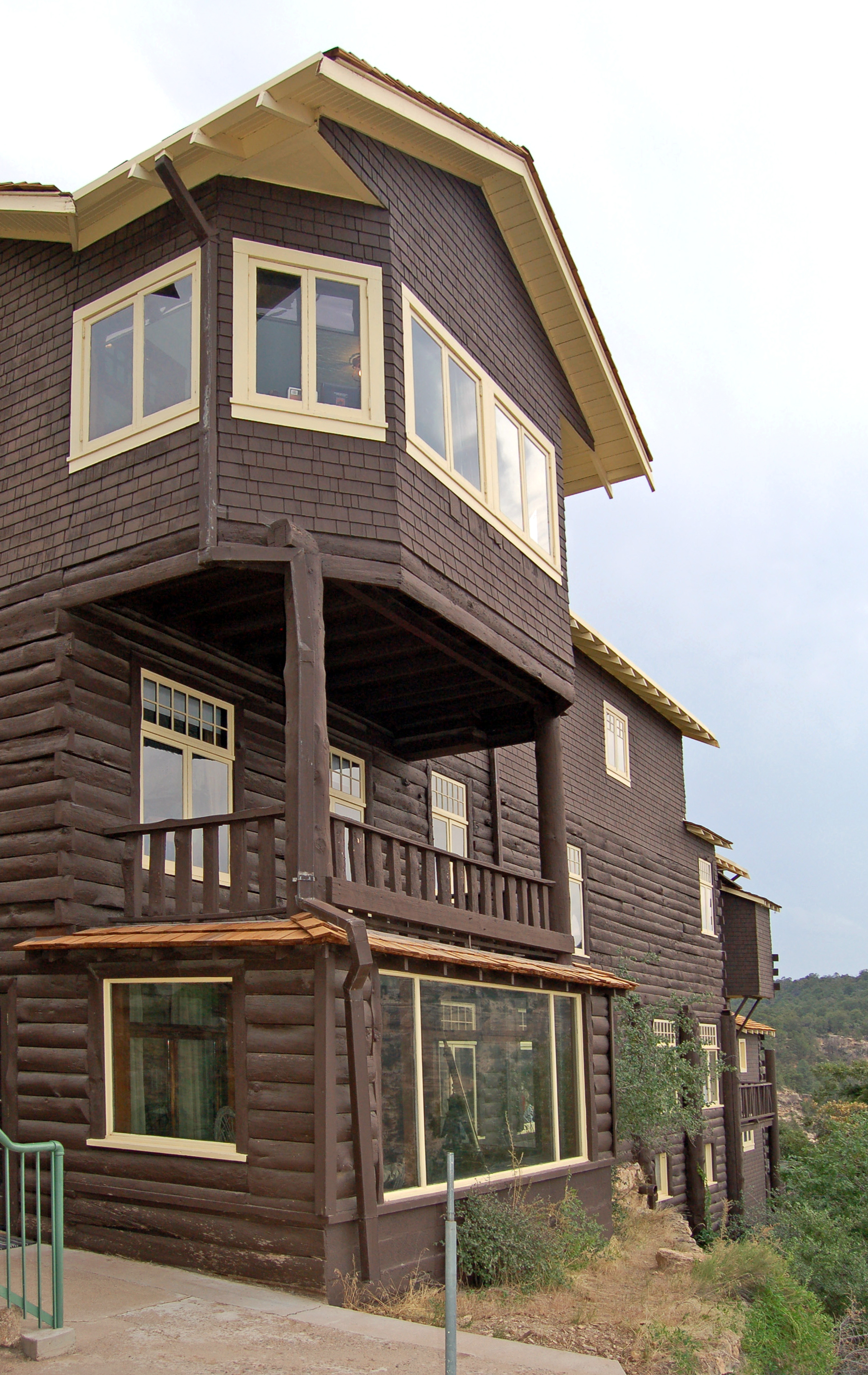
Nordöstra hörnet.
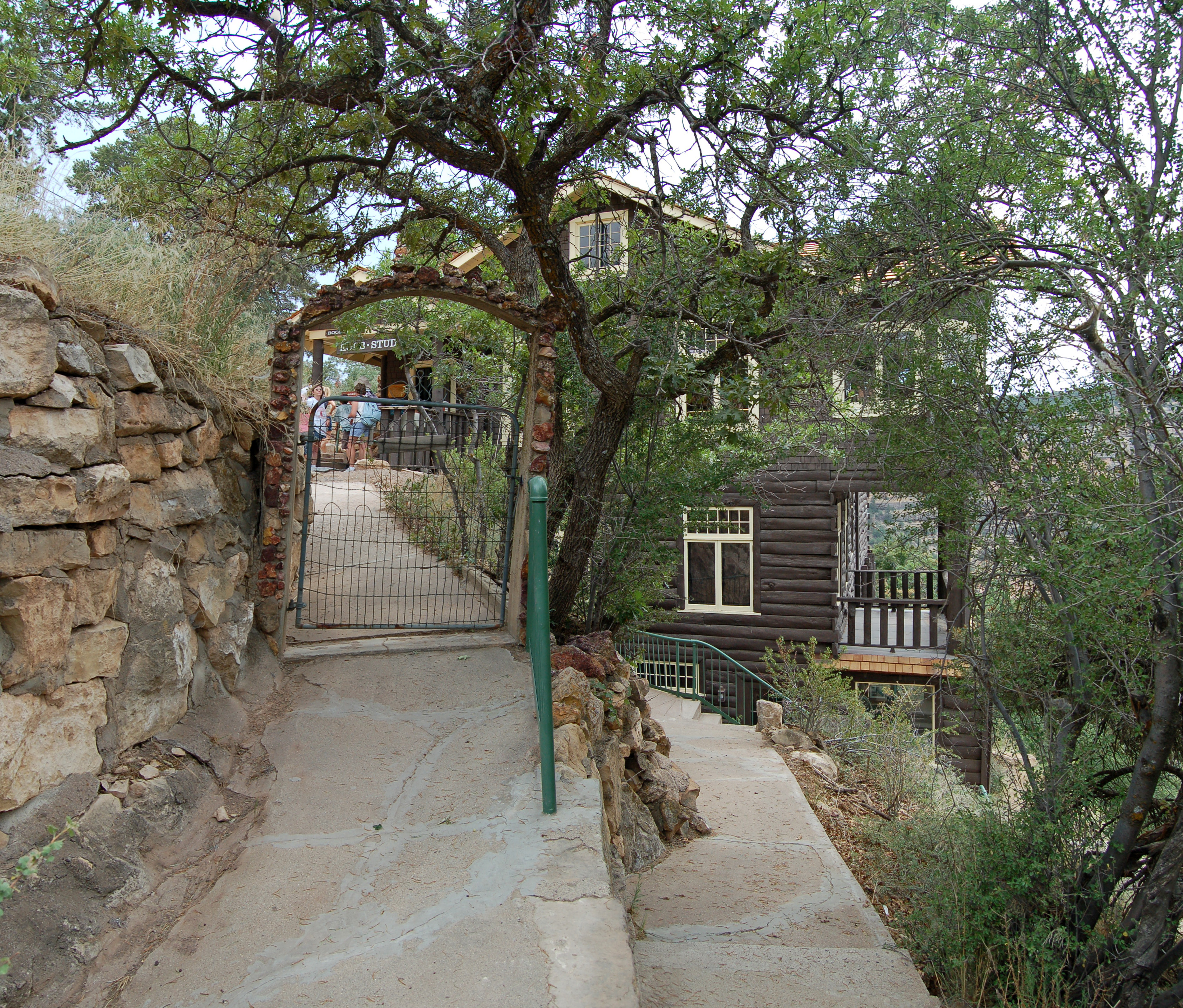
Kolb Studio vid Rim Trail, sedd österifrån, med trappa till nedre terrass.